# Bajlan
Bajlan (arab. بيلان) – wieś w Syrii, w muhafazie Aleppo, w dystrykcie Afrin. W 2004 roku liczyła 158 mieszkańców.